# 殺客同萌
是一部2011年美國動作奇幻電影，由查克·史奈德（Zack Snyder）執導，與史蒂夫·澀谷（Steve Shibuya）共同原創編劇。本片演出陣容多為女性演員，主要為艾蜜莉·布朗寧、艾比·柯妮許、吉娜·馬隆、凡妮莎·哈金斯和鄭智麟，描述1960年代一群被關進精神病院的年輕女孩，聯手逃脫即將執行的前腦葉白質切除術。 
2007年3月開始電影發展，腳本是由史奈德和史蒂夫·澀谷共同擬定，進行了五年終於在《守護者》開拍前首次決定製作，該片也多為《守護者》製作團隊原班底。2009年6月於洛杉磯進行前製階段，7月移至溫哥華。2009年9月開始著手拍攝，直到2010年1月殺青，電影皆在溫哥華製作。
《殺客同萌》檔期排定於2011年3月25日全球同步，分為普通版及IMAX版本上映。 
原本檔期排定在2010年10月8日發行，史奈德表示推延檔期是考量到為電影藍光光碟的發行作準備。

## 劇情
1960年代，某夜，女孩「洋娃娃」（Baby Doll）的母親過世，遺囑表示遺產全部由兩女兒繼承，繼父在酒意及憤怒下欲性侵兩姊妹，「洋娃娃」用指甲抓傷繼父，被擊退的繼父將房門鎖上，轉而走向妹妹的房間，「洋娃娃」循外邊攀窗沿水管爬到妹妹的房間，試圖用.45 Colt手槍反擊繼父，但誤殺妹妹，「洋娃娃」抱著妹妹屍身悲痛時，繼父趁機報警，警察趕到，繼父向警方說謊，「洋娃娃」因喪母之痛而精神失常，殺死自己的妹妹，警察信以為真，將「洋娃娃」送進藍尼克斯之家精神病院。
洋娃娃被押進精神病院之內部時，洋娃娃聽到病院總看護「藍佬」（Blue）向繼父索取賄賂，「藍佬」假冒治療師葛絲基夫人（Madam Gorski）的簽名，在手術文件上簽字，同意進行執行前腦葉白質切除術，除去洋娃娃的所有記憶，忘記母親過世及妹妹被殺的真相。繼父同意兼交出賄款。手術將在五天後執行，由外科醫生「浪子」（High Roller）負責。
「洋娃娃」被押入活動大廳之前（「藍佬」稱之為劇場），「洋娃娃」留意到四處的物件，包括辦公室內的地圖、胖廚子的刀、看閘員的打火機及藍佬掛在頸項上的鎖匙。「洋娃娃」進入劇場，看見葛絲基夫人及其他病患。葛絲基夫人的治療方式，是以舞蹈練習的形式教導病患掌控他們腦中的所想世界。在音樂的影響下，「洋娃娃」想像精神病院化成了舞孃夜總會，繼父變成了牧師，將孤兒「洋娃娃」賣給夜總會老闆「藍佬」，葛絲基夫人則為調教女孩們艷舞技巧的領班。而五天後，「洋娃娃」的處女之身將賣給「浪子」。舞台上，「小甜荳」（Sweet Pea）中斷練習並批評表演詮釋方式（現實為「小甜荳」正批評葛絲基夫人所實施的精神療程），「小甜荳」的胞妹「火箭女」（Rocket）帶領洋娃娃熟悉劇場的環境。
除了接受舞蹈練習治療外，「洋娃娃」亦需要處理雜務，一次在洗刷通道地板時，發覺附近的廚房有撞擊的聲音，「洋娃娃」進入廚房查看，發現「火箭女」被廚子性侵犯，「洋娃娃」於是隨手拿廚刀要脅胖廚子，挺身將「火箭女」從胖廚子的色慾中救出，兩人自此結為好友。
葛絲基夫人又再開始舞蹈練習治療，命「洋娃娃」隨音樂跳舞。「洋娃娃」起初不肯跳舞，在音樂下，「洋娃娃」開始進入腦內的想像世界......

## 演員
| 演員                          | 角色                    | 備註 |
| 艾蜜莉·布朗寧 Emily Browning  | 洋娃娃 Baby Doll        |      |
| 艾比·柯妮許 Abbie Cornish     | 小甜荳 Sweet Pea        |      |
| 吉娜·馬隆 Jena Malone         | 火箭女 Rocket           |      |
| 凡妮莎·哈金斯 Vanessa Hudgens | 布女郎 Blondie          |      |
| 鄭智麟 Jamie Chung            | 琥珀姬 Amber            |      |
| 卡拉·裘吉諾 Carla Gugino      | 葛絲基夫人 Madam Gorski |      |
| 喬·漢姆 Jon Hamm              | 浪子 High Roller        |      |
| 史考特·葛倫 Scott Glenn       | 智者 The Wiseman        |      |
| 奧斯卡·伊薩克 Oscar Isaac     | 藍佬 Blue               |      |

## 製作

### 選角

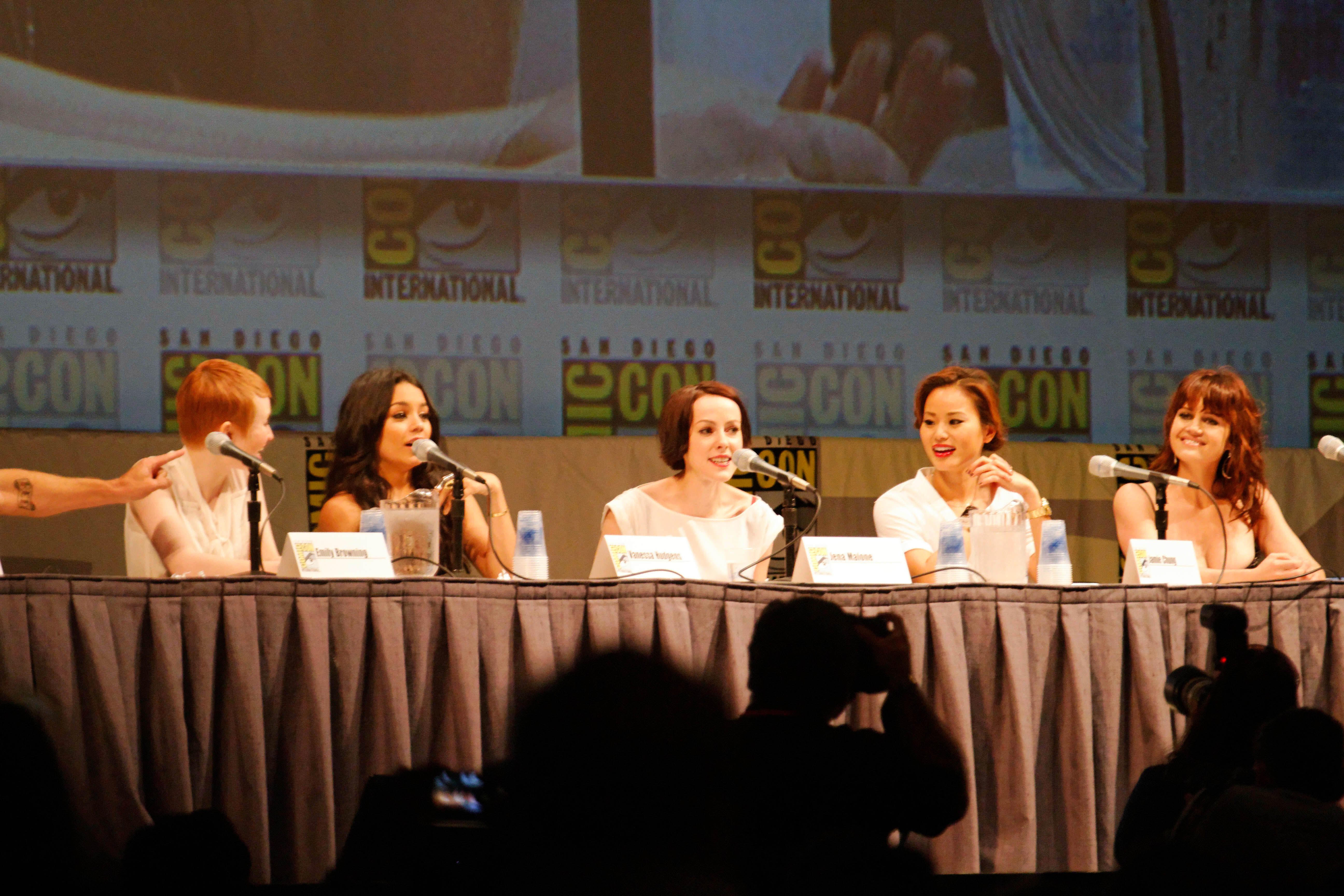
Cast of Sucker Punch at the 2010 San Diego Comic-Con International

2009年三月選角開始之前 ，導演公布他對於未來這部電影的角色概念。 他決定這部電影要角全是女性角色，提到「我已經在《300壯士：斯巴達的逆襲》拍了一部全是男性的電影，因此我正製作另一極端的系列。」
史奈德首先選定阿曼達·塞佛瑞來擔任主角「洋娃娃」。 史奈德在詢問阿曼達是否願意出演此角色曾說，「可以看見我們嘗試著…她相當合適。假若她能出演那是再好不過了。」 史奈德也曾提供此角給艾比·柯妮許、伊雯·瑞秋·伍德、艾瑪·史東和凡妮莎·哈金斯。 儘管史奈德目標要她飾演洋娃娃的角色，但因電影和HBO影集《Big Love》的行程上衝突，女演員最後放棄演出機會。 幾天後，艾蜜莉·布朗寧意願取代阿曼達演出洋娃娃角色。她的加入證實期間，凡妮莎、伊雯、艾比和史東皆仍在商討中。
伊雯·瑞秋·伍德由於她在HBO的《噬血真愛》的常駐演出，以及她的音樂劇《蜘蛛人：終結黑暗》（Spider-Man: Turn Off the Dark）和電影的拍攝行程衝突而退出徵選。 吉娜·馬隆而後取代她飾演「火箭女」的角色。 鍾潔米簽下出演「琥珀姬」的角色，原本推測是選定史東來詮釋。 飾演精神病院治療師「葛絲基夫人」的卡拉·裘吉諾，先前曾與史奈德的《守護者》合作過。 喬·漢姆在2009年8月末證實出演「浪子」一角。奧斯卡·伊薩克在同期也被指定雀選。
史奈德證實史考特·葛倫同意加入劇組演出「智者」。 哈金斯視她們角色為「強悍女」。 「我對此非常激動」，她說「我一直告訴每個人，『我想要演一部動作片』但他們總是想『或許幾年後』。但我想說『哈仔細看，我現在正在拍！』 五位女孩每個都有著兩個角色——一個在真實世界，另一則在幻想的夢境。

## 評價
《殺客同萌》得到廣泛負面的電影評價。影評網站爛番茄182評論中僅有22%給于本片正面評價。 截至2011年4月6日，評論網站Metacritic的29篇影評裡，100分平均得到33，顯示“普遍不優”的評價。 導演史奈德本身表明他想要本片“不僅僅只像電玩遊戲，而是個不受拘束且超嗨酷炫的故事”，部分影評仍是拿電玩和本電影作負面的比較。Richard Roeper給于本片Ｄ，並說本片「證明了一部華麗喧鬧、動作豐富且充滿艷麗美少女的電影－還是能夠無聊到流淚。」 Orlando Sentinel僅給電影一星並稱其為「一點也不情色刺激的情色刺激電玩展示片。」 The A.V. Club的Nathan Rabin寫道，「有著找出提示物品的任務、層次分明的關卡和接連不斷的動作，史奈德撞擊出爐的混合品感覺與其說是電影，還比較像不必要的電玩改編延展情節、精緻的遊戲預告片」
《殺客同萌》對女性的塑造也招來批評聲浪。影評稱本電影帶有女性貶抑，其他則表示處理方式涉及性暴力。芝加哥論壇報的Michael Phillips認為「查克史奈德必須要知道在他這部製作虛情假意地聚集瀕臨性侵與暴力復仇情節，偽裝成女性自主權的童話故事並不會滿足任何人，除了他自己。」 St. Petersburg Times影評者Steve Persall發現最冒犯不悅的事實是這部電影「建議將女性物化能使她們更強。男性在影片中不管怎麼毆打、痛斥、騷擾或殺害這些女孩都能令人感到放心。稍等，史奈德說，同時片裡對女性的污辱也能讓你目不暇給。」 紐約時報的A.O. Scott稱本片為「厭女症的幻想曲」披著「女權主義的標籤」，並且電影處理性暴力也產生問題。  綜藝的Peter Debruge認為本片「誤導女性自主的姿態，儘管明顯地用奇幻的飼料孵孕出13歲的女孩們」，且事實上電影裡的女孩「受到不斷被強姦或謀殺威脅陰影下」讓本片「極不合適年輕觀眾」。 然而，洛杉磯時報的Betsy Sharkey認為本片並沒物化女性也沒展現女權，取而代之的是「驚人出乎意料的刺激－一個不完美、過長、無拘束且完全地喧鬧，透過這張門票我不會想錯過這個世界。」

## 外部連結
- 官方网站
- 互联网电影数据库（IMDb）上《Sucker Punch》的资料（英文）
- AllMovie上《Sucker Punch》的资料（英文）
- 爛番茄上《Sucker Punch》的資料（英文）
- Sucker Punch（页面存档备份，存于） at Metacritic
- Box Office Mojo上《Sucker Punch》的資料（英文）